# Agrilus dukuduku
Agrilus dukuduku es una especie de insecto del género Agrilus, familia Buprestidae, orden Coleoptera.
Fue descrita científicamente por Curletti, 2004.